# Oxna
Oxna är en ö som ingår i Scallowayöarna i  kommunen Shetlandsöarna i riksdelen Skottland i Storbritannien. Ön är idag obebodd, men var bebodd före första världskriget.
Öns area är cirka 68 hektar.
Ön Papa ligger några få hundra meter öster om Oxnas norra kust. 